# دوبيندورف
دوبيندورف (بالألمانية: Dübendorf) هي بلدية ضمن مقاطعة أوستر في كانتون زيورخ، سويسرا.[بحاجة لمصدر] تُقدر مساحتها بـ 13.61 كيلومتر مربع، وعدد سكانها بـ 28141 نسمة (حسب تعداد ديسمبر 2017).

## معرض صور

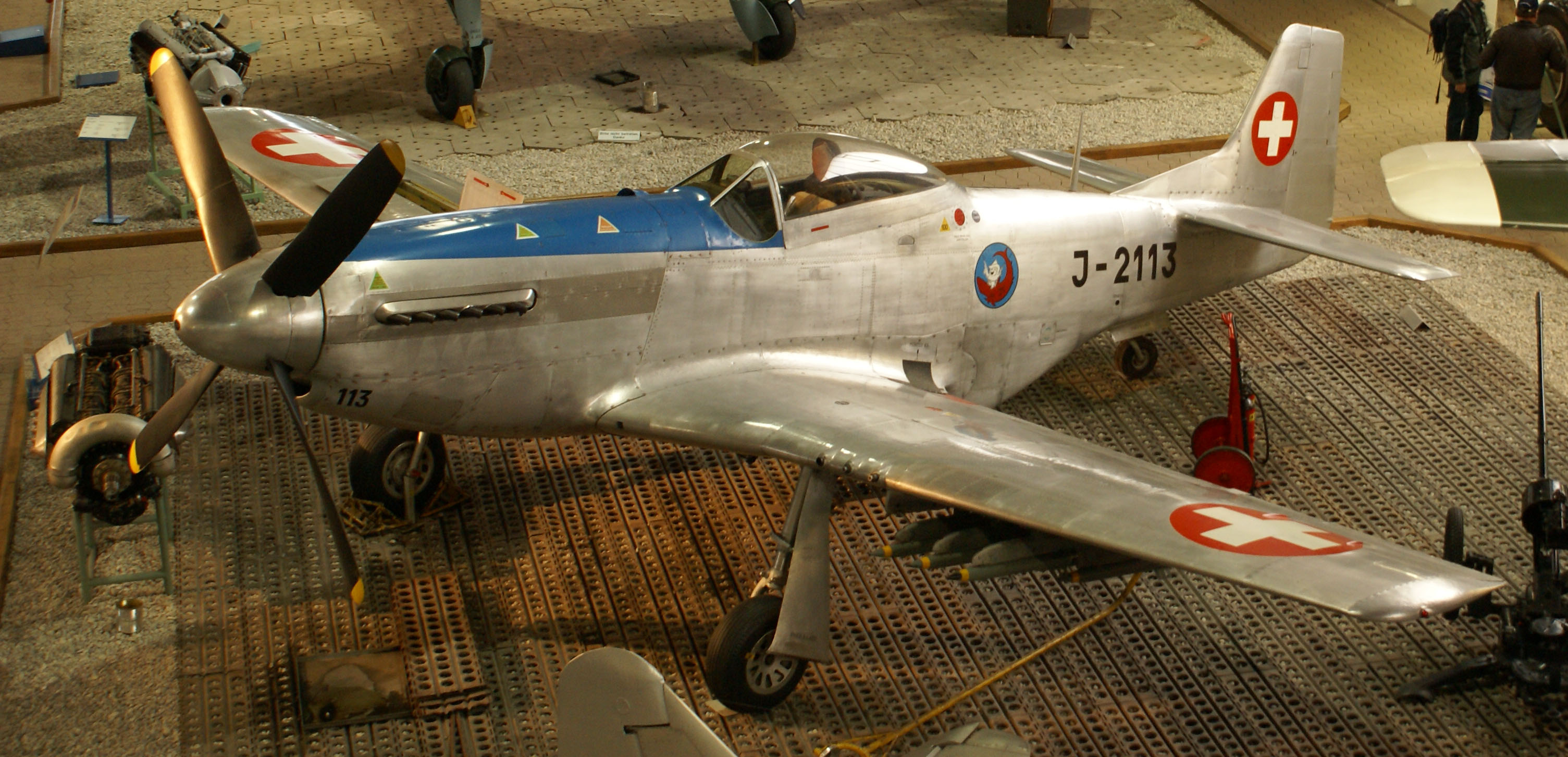
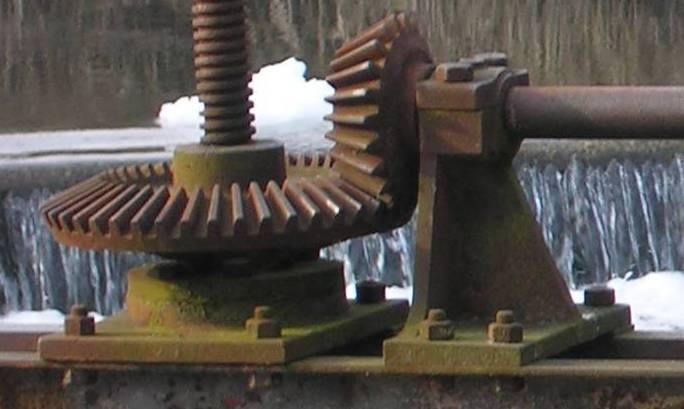
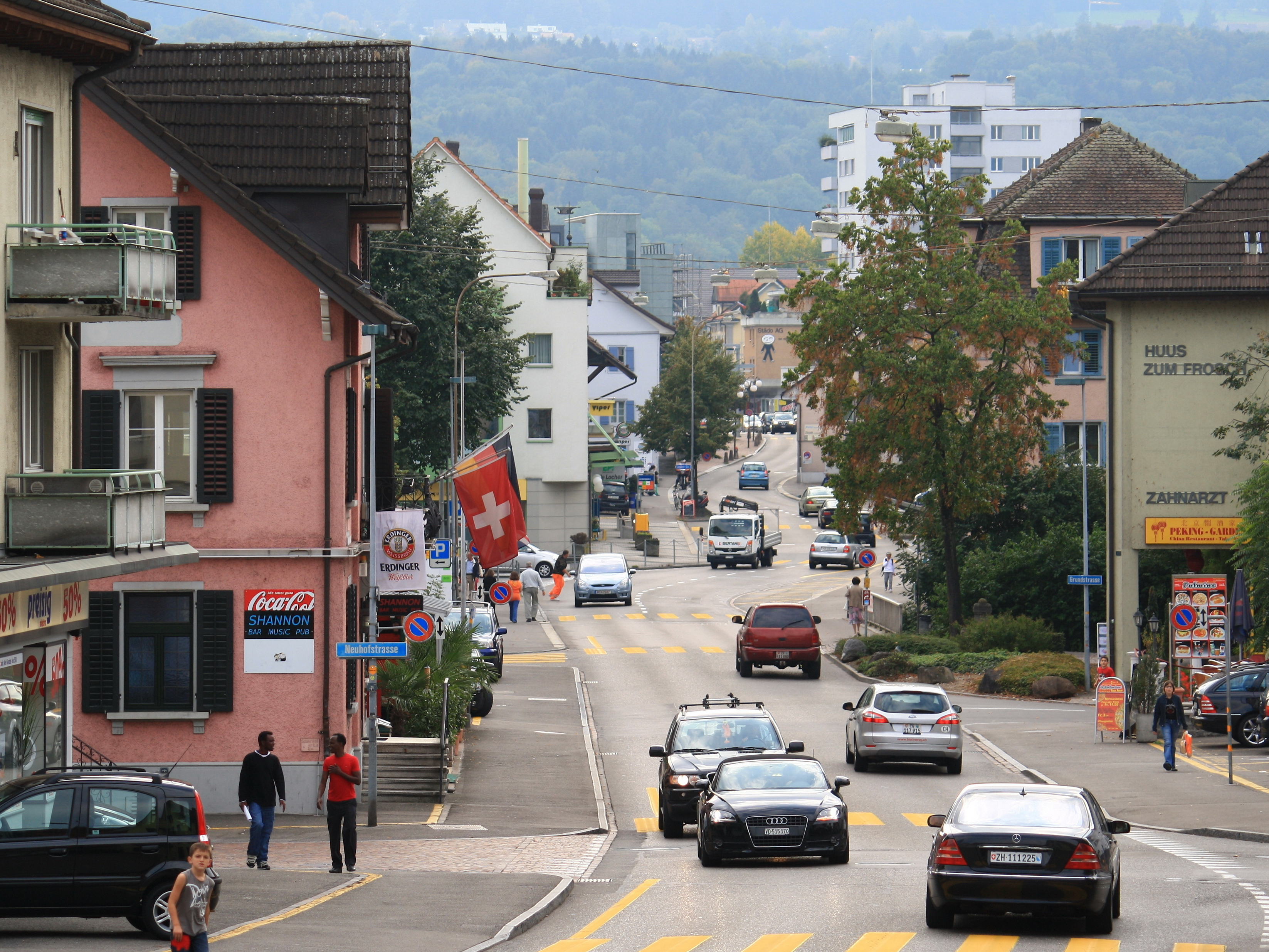
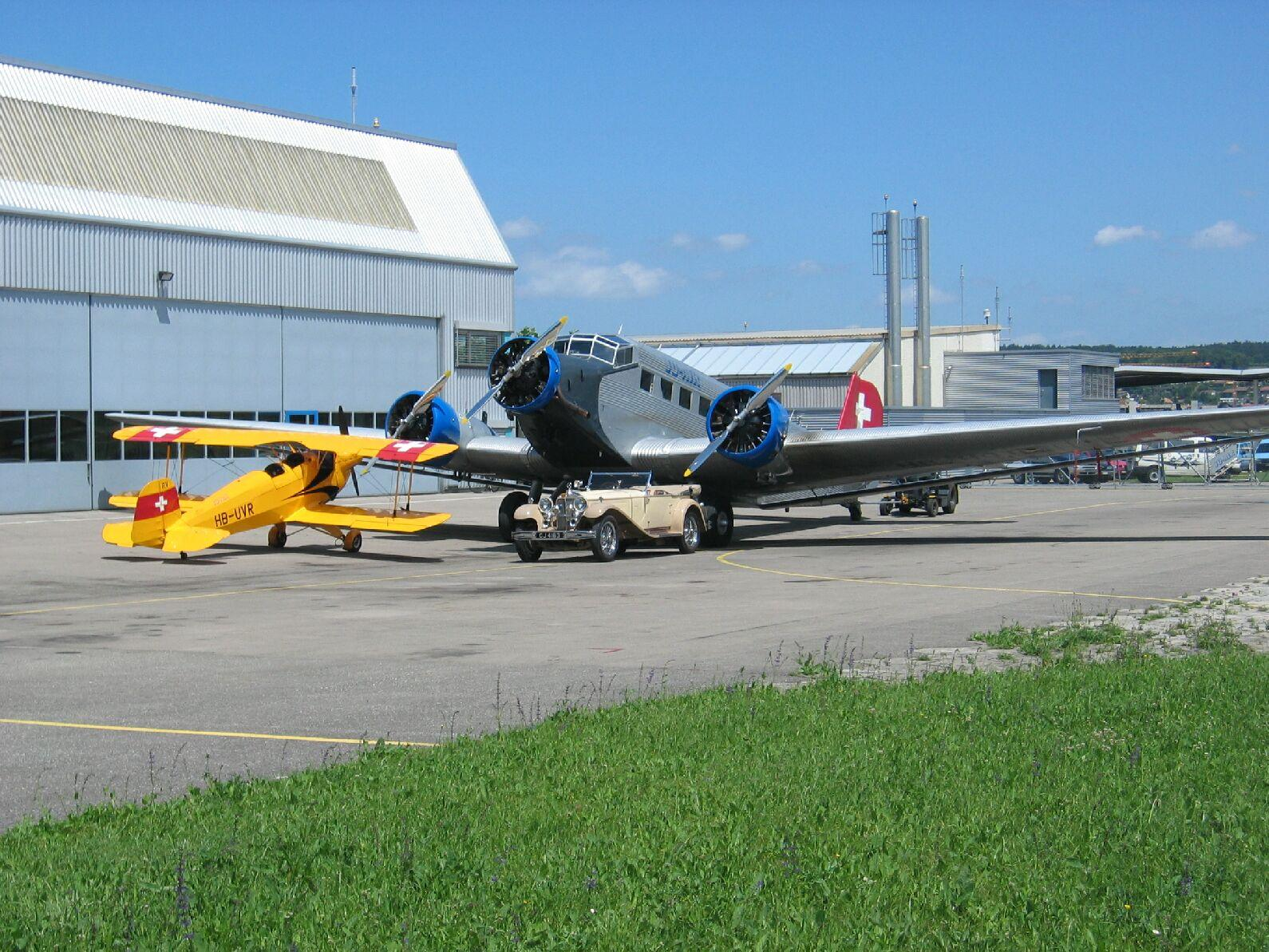

## أعلام
- اوسكار بايدر